# 門羅 (內布拉斯加州)
門羅（英語：Monroe）是位於美國內布拉斯加州普拉特縣的村。

## 人口
根據2020年美國人口普查的數據，門羅的面積為0.51平方千米，皆為陸地。當地共有人口296人，而人口密度為每平方千米580人。